# Rietkevers
Rietkevers (Donacia) zijn een geslacht van kevers uit de familie bladkevers (Chrysomelidae) en de onderfamilie Donaciinae.
Rietkevers hebben een groot verspreidingsgebied en komen in veel noordelijk gelegen gebieden voor, behalve in poolgebieden. Alle soorten leven van planten, de larven leven onder water. In tegenstelling tot andere in het water levende insectenlarven hebben ze geen kieuwen of een adembuis, maar onttrekken zuurstof uit de vaatstelsels van waterplanten.
Rietkevers komen vaak algemeen voor en kunnen in grote groepen worden aangetroffen. Ze kunnen schade aan waterplanten veroorzaken maar staan niet bekend als echte plaaginsecten. De meeste soorten worden ongeveer een centimeter lang. Rietkevers zijn opvallende kevers, de lichaamskleur is meestal groen met een metaalachtige glans, die kan neigen naar paars tot goudgeel.

## Verspreiding
Rietkevers komen voor in Europa, Azië en delen van Noord-Amerika.
In het midden van Europa komen ongeveer 25 verschillende soorten voor, die allemaal leven bij het water. Dit heeft te maken met de ontwikkeling van de larven, die onder water leven en aan planten knagen.
De kevers zijn goed aangepast aan koude en kunnen tot in het noorden van Finland en Siberië worden aangetroffen. Ook in België en Nederland komen een tiental soorten voor, waarvan de soort Donacia semicuprea een van de meer algemene rietkevers is. Andere bekende Nederlandse soorten zijn de gewone rietkever (Donacia vulgaris) en de pijlkruidrietkever (Donacia dentata) De meeste soorten hebben nog geen Nederlandse naam.

## Uiterlijke kenmerken

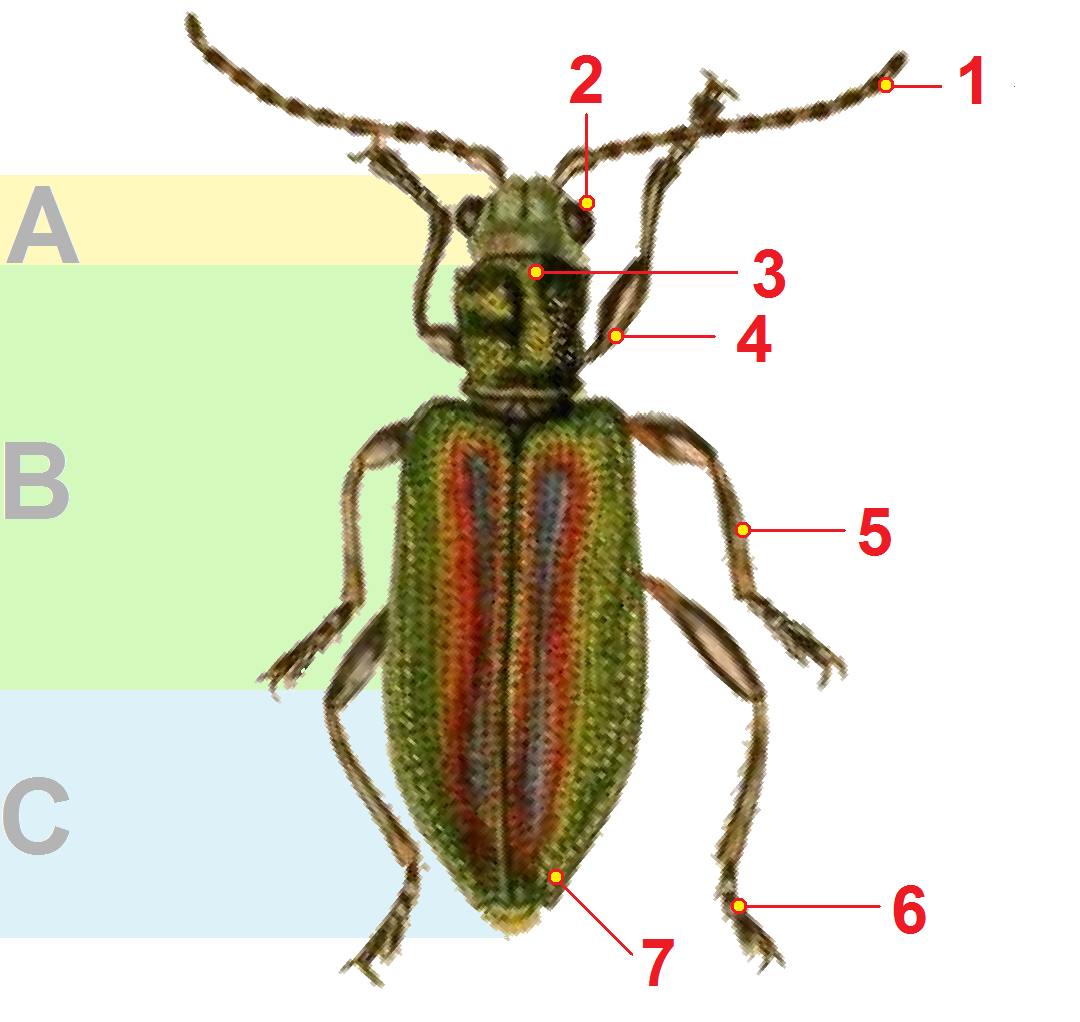
Lichaamsdelen van de gewone rietkever (Donacia vulgaris).

Net als andere insecten bestaat het lichaam uit drie delen; een kop, een borststuk en een achterlijf. De kever heeft verder twee duidelijk zichtbare antennes, drie paar poten en twee paar vleugels, de bovenste zichtbare vleugels hebben een meestal groene kleur met een metaalachtige glans die verschillende tinten kan hebben. De lichaamslengte exclusief uitsteeksels zoals poten en antennes ongeveer een centimeter lang, de lichaamslengte kan verschillen per soort maar is maximaal ongeveer een centimeter. De gewone rietkever (Donacia vulgaris) bereikt een lichaamslengte van 6 tot 8 millimeter, de soort Donacia aquatica wordt ongeveer 6 tot 10 mm lang.
De kop of cephalon is relatief klein en draagt verschillende aanhangsels. Aan de voorzijde van de kop zijn de antennes gelegen. De antenenes zijn draadvormig (filiform) en zijn duidelijk gesegmenteerd. Aan het uiteinde van ieder segment is een verdikking aanwezig, het laatste lid is iets verdikt maar niet knopvormig zoals bij andere insecten voorkomt. De ogen zijn rond en kraalachtig en vaak donkerder tot zwart van kleur.
Het borststuk of thorax is het gecompliceerdste deel van het lichaam van de kevers. Het borststuk lijk uit één geheel te bestaan maar is in feite een samensmelting van drie delen. De verschillende delen van het borststuk worden van voor naar achter het propleuron, het mesopleuron en het metapleuron genoemd. Ieder deel draagt een paar poten aan de onderzijde en de twee voorste delen dragen ieder een paar vleugels aan de bovenzijde.
Net als andere kevers is het borststuk is het deel waaraan alle poten en vleugels zijn gehecht. Het voorste deel van het borststuk wordt beschermd door het halsschild of pronotum en het achterste deel is onder de dekvleugels of elytra gelegen. Het pronotum is sterk gewelfd, in het midden is een groef aanwezig in de lengte en aan weerszijden zijn enkele bulterige structuren aanwezig.
De dekschilden zijn langwerpig en eindigen spits, ze hebben een groene kleur met een duidelijke metaalglans. De dekschilden zijn voorzien van rijen talrijke kleine putjes. Deze breken het licht zodat ze lijken op rijen kleine vlekjes.
De poten bestaan net als andere kevers uit drie delen, die afwijken ten opzichte van andere kevers. De poten zijn lang en sprieterig, iets wat bij de meeste verwante bladkevers ontbreekt. Het eerste deel van de poot wordt de heup of coxa, deze pootbasis is aan de onderzijde van het lichaam gepositioneerd en moeilijk te zien. De heup is middels de dijbeenring of trochanter verbonden met de overige drie delen van de poot, die wel onder de dekschilden uitsteken en duidelijk te zien zijn. Het eerste deel is de dij of femur, de dij eindigt in een verdikking.
De mannetjes hebben aan de tibia van het achterste potenpaar een duidelijk stekelachtige structuur die naar achteren wijst een spoor wordt genoemd. De sporen spelen een rol bij de paring van de kevers, de mannetjes ankeren zich met behulp van de sporen aan een vrouwtje. Sporen komen ook wel bij sommige andere kevers voor, maar de rietkevers zijn aan deze uitsteeksels makkelijk te onderscheiden van gelijkende kevers.
Het achterlijf of abdomen is het grootste deel van het lichaam, het wordt geheel verborgen onder de dekschilden. Het achterlijf is gesegmenteerd en wordt beschermd door verstevigde platen. De platen aan de bovenzijde van het achterlijf worden de tergieten genoemd en die aan de onderzijde van het achterlijf zijn de sternieten.

### Onderscheid met andere soorten

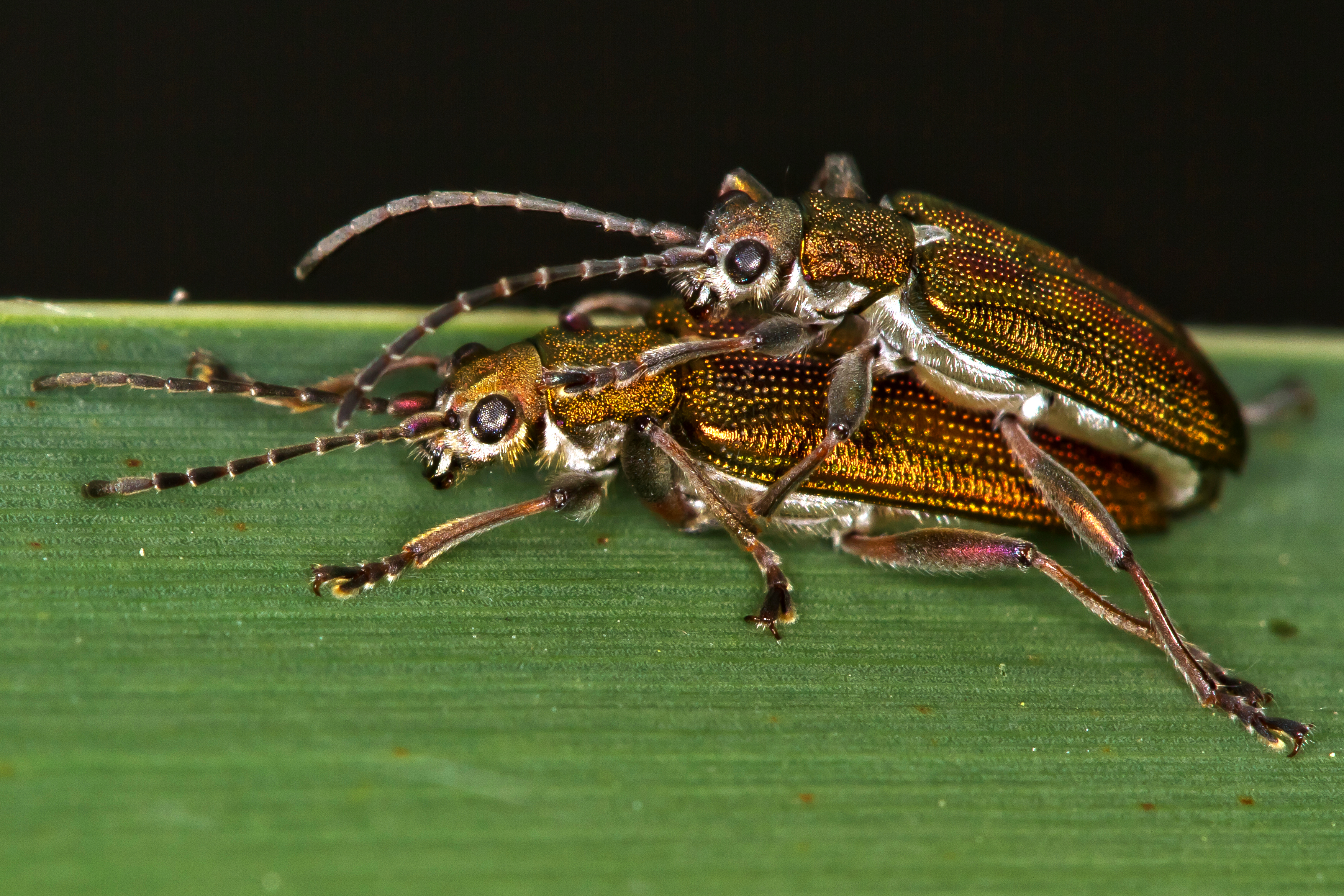
Soorten uit het geslacht Plateumaris zijn lastig te onderscheiden, hier de paring van Plateumaris sericea.

Rietkevers lijken op boktorren vanwege de enigszins langwerpige vorm van het achterste deel van het lichaam, de sprieterige poten en de vrij lange en duidelijk gelede antennen. Rietkevers zijn echter niet verwant aan boktorren (Cerambycidae) maar behoren tot de bladkevers (Chrysomelidae). Ze hebben in vergelijking met andere bladkevers een langwerpige lichaamsvorm, veel andere soorten bladkevers hebben een ronde lichaamsvorm. Van de boktorren zijn ze te onderscheiden doordat de antennes van deze kevers nog langer zijn.
Van soorten uit het geslacht Neohaemonia zijn de rietkevers te onderscheiden door de verbrede tarsi, dit zijn de uiteinden van de poten. Soorten uit het geslacht Neohaemonia hebben nooit een verbreding van de tarsi. De larven van de Neohaemonia- soorten zijn te onderscheiden aan de groenige lichaamskleur, de lichaamskleur van Donacia- larven is wit tot witgeel.
Sterk verwante soorten zijn die uit de geslachten Macroplea en Plateumaris, deze groepen werden vroeger ook tot de rietkevers gerekend.
De soorten uit het geslacht Macroplea wijken af doordat ze volledig aquatisch zijn en vrijwel permanent in het water leven. De kevers zijn halofiel, wat betekent dat ze in zout water leven. Ze kunnen echter niet zwemmen maar lopen over de waterplanten.
De soorten uit het geslacht Plateumaris wijken af doordat ze nooit haartjes op de dekschilden hebben en tevens nooit vergrote achterpoten bezitten zoals bij alle rietkevers voorkomt.

## Voedsel

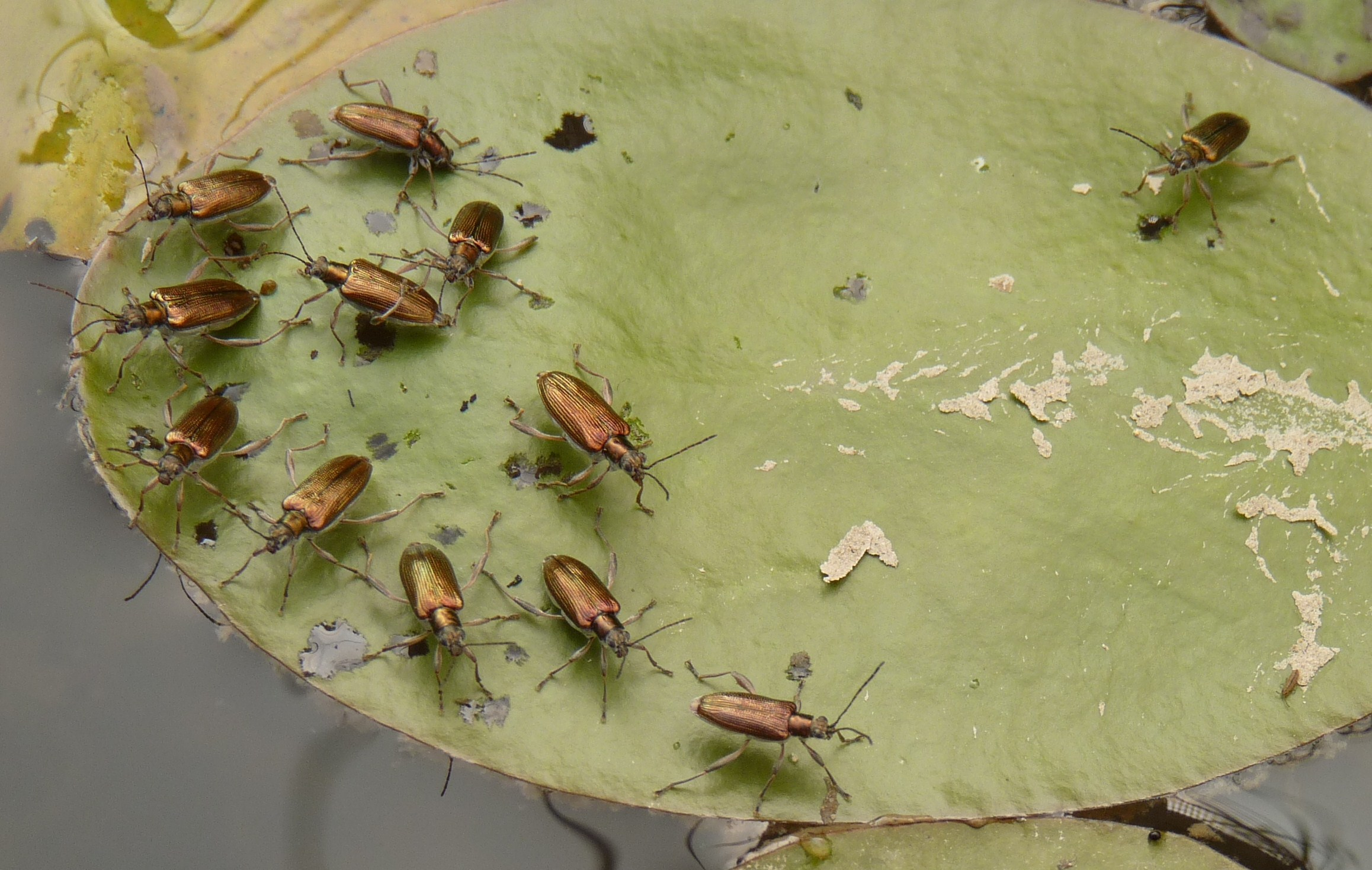
Een groepje Donacia provostii op een blad van Brasenia, de vraatschade is zichtbaar als gaten in het blad.

Rietkevers leven zonder uitzondering van planten, met name waterplanten. De volwassen kevers eten de boven water gelegen delen terwijl de larven zich tegoed doen aan de ondergedoken delen van planten.
De verschillende rietkevers zijn vaak gebonden een aan bepaalde plant, dit wordt de waardplant genoemd. Veel soorten hebben een overeenkomstige Nederlandstalige naam, zo wordt de soort Donacia crassipes waterleliekever genoemd en Donacia dentata heet pijlkruidkever. Andere voorbeelden zijn de egelskopkever (Donacia sparganii) en de zwanebloemkever (Donacia tomentosa).
De kevers kunnen worden aangetroffen op bladeren van waterlelies zoals Brasenia, Nymphaea, plomp (Nuphar), verschillende soorten uit het geslacht egelskop (Sparganium) zoals grote egelskop (Sparganium erectum) en kleine egelskop (Sparganium emersum).
Verder kunnen de kevers worden aangetroffen op pijlkruid (Sagittaria sagittifolia), liesgras (Glyceria maxima), lisdodde (Typha), mattenbies (Schoenoplectus lacustris), riet (Phragmites australis), cyperzegge (Carex pseudocyperus), kikkerbeet (Hydrocharis morsus-ranae), drijvend fonteinkruid (Potamogeton natans) en gele lis (Iris pseudacorus).
De kevers vreten aan de bladeren van planten, de schade is zichtbaar als ronde tot langwerpige vraatplekken op het blad. Een aantal soorten is kieskeurig wat betreft de waardplant, de soort Donacia marginata wordt aangetroffen op de grote egelskop terwijl de egelskopkever (Donacia sparganii) alleen wordt gevonden op de kleine egelskop.

## Voortplanting en ontwikkeling

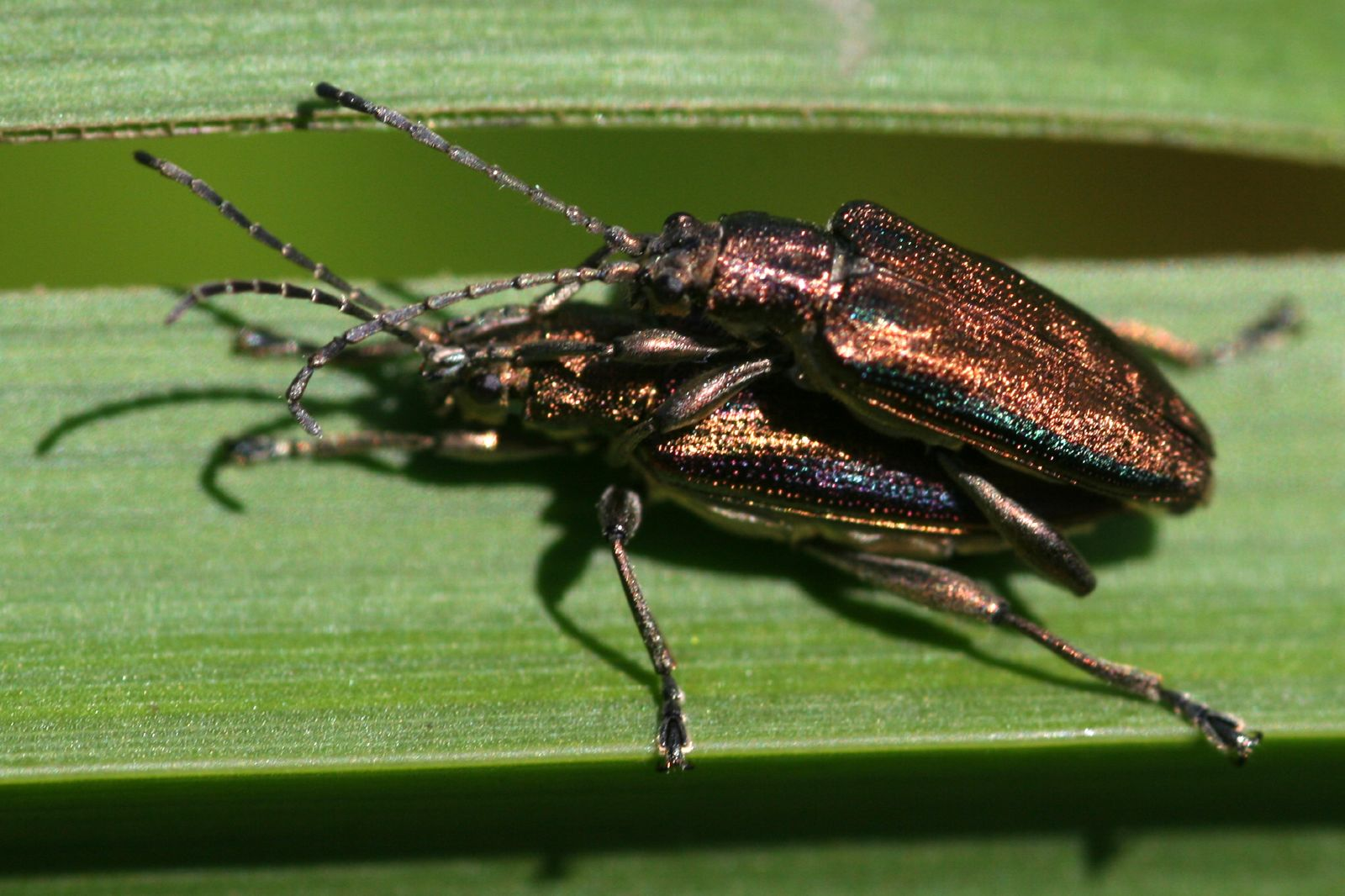
Paring Donacia marginata.

Rietkevers paren in de lente, bij de paring zit het mannetje boven op het vrouwtje en brengt zijn geslachtsorgaan in haar geslachtsopening. De paring kan enige uren duren. Enige tijd later zet het vrouwtje haar eitjes af op waterplanten. Hiervoor wordt de ovipositor of legbuis gebruikt, dit een uitschuifbare legbuis waarmee de eitjes worden afgezet. Van een aantal soorten is bekend dat het vrouwtje een gat boort in de bovenzijde van een drijvend blad, waarna de legbuis in het gat gestoken wordt en rondom het gat de eitjes worden afgezet. Andere soorten gebruiken de buis om eitjes onder de rand van een blad af te zetten.
In tegenstelling tot de volwassen kevers, die strikt landbewonend zijn, leven de larven onder water. Er zijn wel meer insecten die als larve onder water leven en als volwassen imago op het land, maar de rietkevers zijn een uitzonderlijke groep. De meeste kevers die als larve onder water leven zijn aan te merken als echte waterbewoners, terwijl de bladkevers waartoe de rietkevers behoren juist typische landbewoners zijn. Het ademhalingsapparaat van de larven heeft geen op een kieuw gelijkende werking om zuurstof uit het water te halen zoals andere insectenlarven. Ook een adembuis om atmosferische lucht te zuigen zoals deze veel voorkomt bij andere insectenlarven ontbreekt.
De larven hechten zich aan de buisjes in de vaatstelsels van de planten waarop ze leven om aan zuurstof te komen. Ze halen hun zuurstof uit de cellen van de waterplanten waarop ze leven. Na enkele vervellingen zijn de larven voldoende ontwikkeld en vindt de verpopping plaats. De pop hecht zich eveneens aan een plantenstengel en wordt zo van zuurstof voorzien.

## Naamgeving en taxonomie
Rietkevers behoren tot de bladkevers (Chrysomelidae), een groep van kevers waarvan de meeste soorten van planten eten. Ook de larven zijn vrijwel altijd plantenetend. Bladkevers zijn meestal niet aan water gebonden, de rietkevers zijn hierop een uitzondering.
De rietkevers worden tot de onderfamilie Donaciinae gerekend, de verschillende soorten uit deze onderfamilie zijn lastig uit elkaar te houden.
Alle rietkevers behoorden vroeger tot het geslacht Donacia, maar later werden een aantal soorten opgesplitst in andere geslachten, zoals Macroplea en Plateumaris. Het geslacht Donacia werd oorspronkelijk beschreven in 1775 door Johann Christian Fabricius.
Er zijn tegenwoordig 44 soorten rietkevers bekend, sommige soorten hebben ondersoorten. Onderstaand een lijst van alle soorten, gebaseerd op de Biology Catalog.

### Soorten

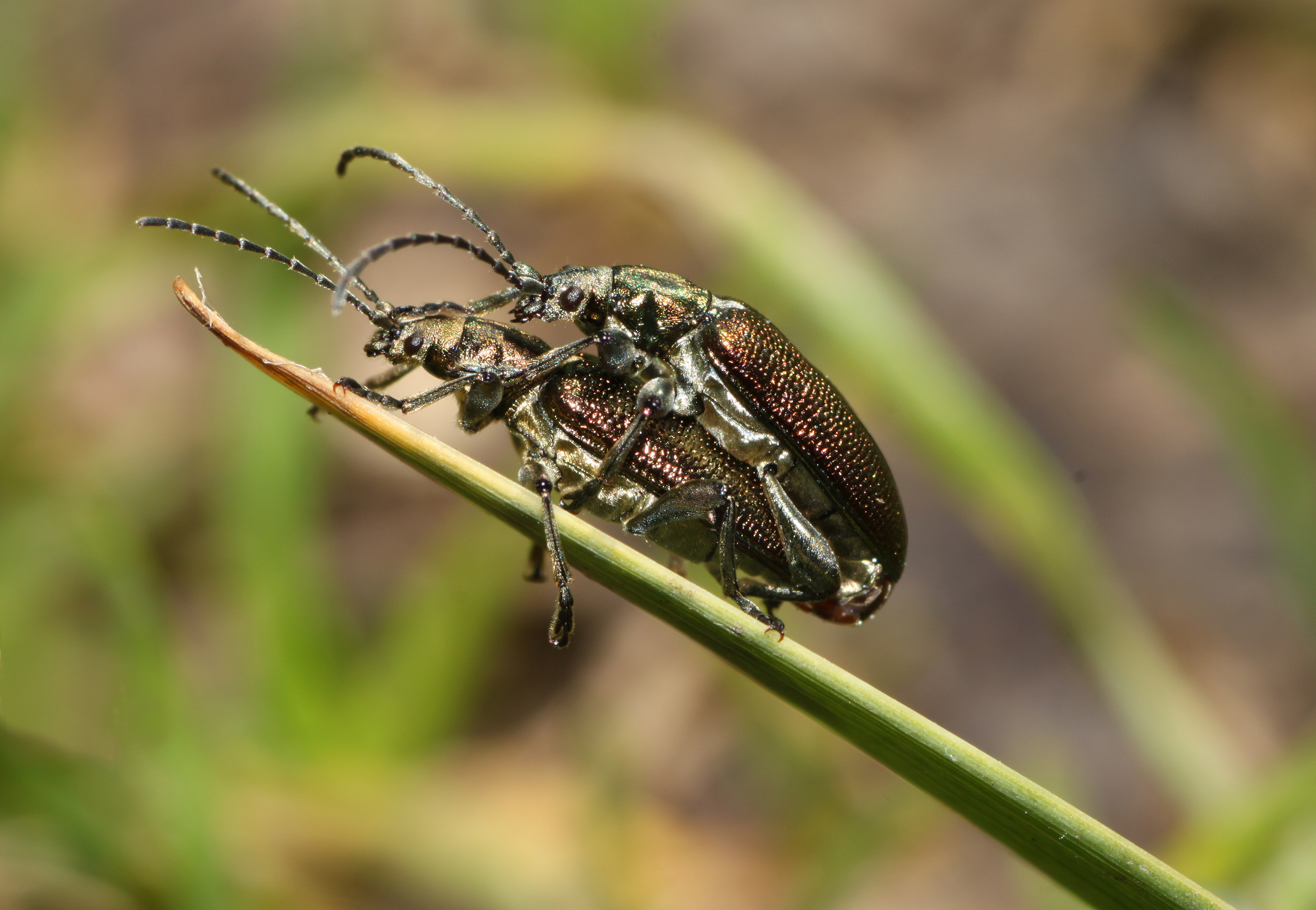
Paring van een onbekende Donacia-soort, Duitsland.

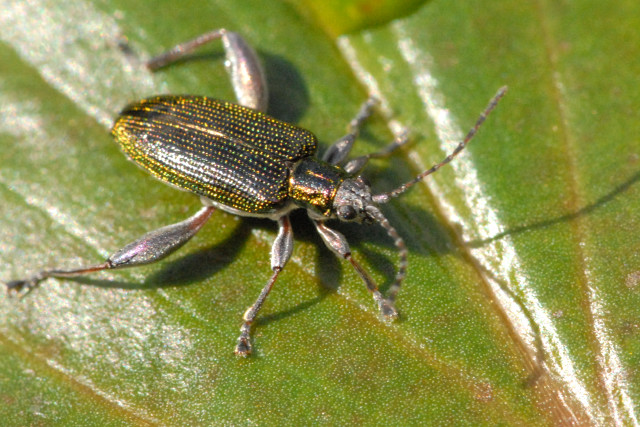
Donacia versicolorea op een blad.

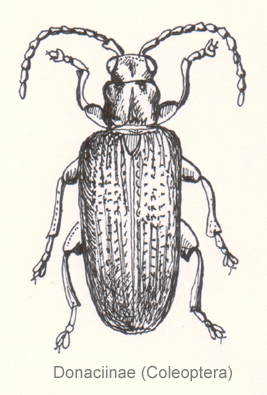
Schets Donacia bicolora.

- Donacia aequidorsis Jacobson, 1894
- Donacia akiyamai Komiya, 2001
- Donacia andalusiaca Kraatz, 1869
- Donacia antiqua Kunze, 1818
- Donacia aquatica Linnaeus, 1758
- Donacia aureocincta Sahlberg, 1921
- Tweekleurige rietkever (Donacia bicolora) Zschach, 1788
- Donacia brevicornis Ahrens, 1810
- Donacia brevitarsis Thomson, 1884
- Donacia cinerea Herbst, 1784
- Donacia clavipes Fabricius, 1793
- Waterleliekever (Donacia crassipes) Fabricius, 1775
- Pijlkruidkever (Donacia dentata) Hoppe, 1795
- Donacia fastuosa Khnzorian, 1962
- Donacia fennica Paykull, 1800
- Donacia galaica Báguena, 1959
- Donacia hirtihumeralis Komiya & Kubota, 1987
- Donacia hiurai Kimoto, 1983
- Donacia impressa Paykull, 1799
- Donacia jacobsoni Semenov & Reichardt, 1927
- Donacia katsurai Kimoto, 1981
- Donacia koenigi Jacobson, 1927
- Donacia malinovskyi Ahrens, 1810
- Donacia marginata Hoppe, 1795
- Donacia mistshenkoi Jacobson, 1910
- Donacia miyatakei Hayashi, 2004
- Donacia obscura Gyllenhaal, 1813
- Donacia ochroleuca Weise, 1912
- Donacia polita Kunze, 1818
- Donacia reticulata Gyllenhaal, 1817
- Liesgrasrietkever (Donacia semicuprea) Panzer, 1796
- Donacia simplex Fabricius, 1775
- Egelskopkever (Donacia sparganii) Ahrens, 1810
- Donacia springeri Müller, 1916
- Donacia thaiensis Medvedev, 2003
- Donacia thalassina Germar, 1811
- Zwanebloemkever (Donacia tomentosa) Ahrens, 1819
- Donacia tominagai Hayashi, 2000
- Donacia uedana Hayashi, 2000
- Donacia versicolorea Brahms, 1790
- Donacia vietnamensis Kimoto & Gressitt, 1979
- Gewone rietkever (Donacia vulgaris) Zschach, 1788
- Donacia wightoni Askevold, 1990
- Donacia yoshitomii Hayashii, 2003